# Jamaica Center–Parsons/Archer (línea de la Avenida Archer)
Jamaica Center–Parsons/Archer es la terminal septentrional en la línea de la Avenida Archer y la línea de la Avenida Archer BMT del metro de la ciudad de Nueva York (Estados Unidos), localizada en Parsons Boulevard y la Avenida Archer en Jamaica, Queens.
La estación cuenta con dos niveles, con trenes del servicio E funcionando en el segundo nivel, y los trenes del servicio J todo el tiempo en el nivel inferior, y los del servicio Z en el nivel inferior pero en las horas pico. Cada nivel tiene dos vías y una plataforma central, con accesibilidad para discapacitados.